# Omar Mutavaquil
Omar Mutavaquil (Umar al-Mutawakkil; c. 1045 — ca. 1094) foi rei da Taifa de Badajoz desde 1072 até ser assassinado perto de Badajoz em 1094. Filho de Maomé Almuzafar, foi o último monarca da dinastia aftácida. O seu reinado teve períodos de paz e prosperidade que foram seguidas de confrontos militares contra o expansionismo do rei leonês Afonso VI. Com a chegada dos Almorávidas à Península Ibérica, a taifa de Badajoz, como as suas congéneres, foi anexada ao império daquela dinastia berbere norte-africana.
Omar Mutavaquil foi um homem extremamente culto, que mandou construir nas suas residências, — tanto em Badajoz como na de Toledo, no breve período em ali residiu, — munias (jardins de recreio) onde se cultivavam as artes da literatura, especialmente a poesia. Entre os poetas que frequentaram a sua corte incluem-se ibne Iaje, ibne Mucana, os irmãos Alcabturnu, e filósofos como ibne Side al-Batalyawsi ou al-Bayí.

## Biografia

### Governador de Évora e guerra civil
Omar foi nomeado governador de Évora pelo seu pai e, enquanto este ainda era vivo, governou também as comarcas orientais do reino aftácida e as orientais desde Cória até à Serra Morena. Quando o pai morreu em 1068, o reino passou para as mãos de Iáia, o irmão de Omar. Este declarou-se independente.
Em outubro de 1068, o reino de Badajoz foi atacado por Afonso VI após Iáia se ter recusado pagar mais tributos ao rei cristão, alegando que parte desses tributos deveriam ser pagos pelo seu irmão. Iáia pediu ajuda aos Banu Dilnune de Toledo e nomeou como seu herdeiro o rei toledano Almamune (r. 1043–1075), excluindo assim o seu irmão da herança de Almuzafar. Por sua vez, Omar procurou o apoio de Almutâmide, o rei dos antigos inimigos do seu pai, os Abádidas de Sevilha, e iniciou uma guerra civil que as crónicas descrevem como devastadora e causadora de miséria na população do reino.

### Ascensão ao poder em Badajoz
A guerra só parou quando Iáia morreu subitamente em 1072 e Omar ascendeu ao poder em Badajoz, adotando o título "Mutavaquil ala-Llah" ("o que só confia em Deus"), que já tinha usado em moedas  emitidas desde 1068. Omar mudou-se para Badajoz, para onde também transferiu a casa da moeda e nomeou o seu filho al-Abbas governador de Évora. Entre 1072 e 1079 desenvolveu-se um intenso movimento cultural em Badajoz incentivado pelo mecenato de Mutavaquil, que atraiu para a sua capital a elite literária andalusina.[a] Abderramão ibne Sair, um exilado de Sevilha que tinha participado nas negociações entre Omar e Iáia tidas imediatamente após a morte de Almuzafar, foi nomeado  vizir. O mesmo cargo foi também depois atribuído a ibne Alhadrami, que mais tarde seria destituído devido à ineficácia que se verificou na administração e as frequentes queixas dos súbditos em relação à sua arrogância e injustiças. Após a destituição de ibne Alhadrami, Omar não voltou a nomear vizires e ele próprio tomou a seu cargo os assuntos de Estado.
As crónicas falam de uma sublevação em Lisboa, sem precisarem a data, que Mutavaquil resolveu entregando o seu governo a ibne Jira, que enviou para a cidade com uma carta dirigida aos lisboetas. Quando a situação acalmou, Omar destituiu ibne Jira do governo de Lisboa.
Em 1079, Afonso VI conquistou Cória, uma das praças mais estratégicas do reino aftácida. Um ano depois, a pressão cristã sobre o reino de Toledo tornava-se insustentável e Mutavaquil enviou à cidade o seu ministro ibne Alcalas. Alguns setores toledanos sugeriram que Mutavaquil tomasse o poder em Toledo para evitar a conquista cristã. O monarca aftácida entrou em Toledo em junho de 1080 e lá permaneceu até abril do ano seguinte. Regressou a Badajoz ao constatar que era impossível governar de forma eficaz sobre o extenso reino toledano e simultaneamente enfrentar as cada vez mais poderosas forças cristãs. De facto, Mutavaquil não fez qualquer esforço para reforçar as defesas de Toledo e dedicou o seu tempo a desfrutar dos encantos da cidade tal como fazia na sua corte de Badajoz. E ao voltar à sua capital, levou consigo os tesouros da alcáçova toledana que tinham pertencido a Iáia ibne Ismail.

### Chegada dos Almorávidas e fim do reino
Em 1086, Omar Mutavaquil foi um dos principais promotores do pedido de intervenção dos Almorávidas para salvar a situação periclitante do Alandalus ante o ímpeto bélico de Afonso VI, que no ano anterior tinha conquistado Toledo. O monarca de Badajoz expressou o seu desespero e o dos restantes reis taifas ao emir almorávida Iúçufe ibne Taxufine, pedindo-lhe que viesse urgentemente à Península Ibérica combater os cristãos. Omar encarregou o seu caide Abu Ualide de reunir-se com os diversos líderes andalusinos para tomarem decisões e depois cruzar o estreito de Gibraltar para pedir ao uáli de Ceuta que autorizasse o uso dos seus portos para embarcar tropas. Depois disso, Mutavaquil enviou ibne Mucana para a reunião convocada por Maomé ibne, Abade de Sevilha, depois da qual foram a África encontrar-se com o emir almorávida. Os Almorávidas chegaram ao Alandalus a 30 de junho de 1086 e dirigiram-se para Badajoz para enfrentarem as tropas de Afonso VI. A batalha de Zalaca foi travada em 23 de outubro de 1086 perto de Badajoz, terminando numa pesada derrota dos leoneses-castelhanos. Esta vitória almorávida mudou o curso dos acontecimentos no Alandalus. Após a batalha os Almorávidas começaram a anexar os diferentes reinos muçulmanos. Entre 1090 e 1092 caíram na órbita dos Almorávidas os reinos de Granada, Córdova, Sevilha e outras pequenas taifas do sul e levante peninsular.
Mutavaquil tentou preservar a soberania sobre o seu reino fazendo jogo duplo: ao mesmo tempo que felicitava Iúçufe ibne Taxufine pela conquista de Granada e colaborava com ele na conquista de Sevilha, pediu ajuda a Afonso VI em troca das praças de Lisboa, Sintra e Santarém. O rei leonês apossou-se dessas cidades em maio de 1093, o que fez com que o monarca aftácida perdesse popularidade e a população de Badajoz pediu a intervenção dos Almorávidas como forma de manter o reino muçulmano. Os Almorávidas não tomaram a cidade, mas Mutavaquil e a sua família foram presos. Mais tarde, o último rei aftácida seria executado juntamente com os seus filhos Alfadle e Abas, acusados de terem colaborado com os cristãos. Há discrepância entre os cronistas muçulmanos sobre as datas desses acontecimentos.
Além de Alfadle e Abas, Mutavaquil teve pelo menos outro filho, Almançor, que se passou para o lado cristão nos últimos dias do reino de Badajoz.